# Miroslav Hlinka
Miroslav Hlinka (* 31. August 1972 in Trenčín, Tschechoslowakei; † 14. September 2014 in Banská Bystrica) war ein slowakischer Eishockeyspieler, der im Laufe seiner Karriere unter anderem für den HC Dukla Trenčín und den HC 05 Banská Bystrica in der slowakischen Extraliga sowie für den HC Sparta Prag, HC Pardubice und HC Zlín in der tschechischen Extraliga aktiv war.

## Karriere

### National
Miroslav Hlinka begann seine Karriere als Eishockeyspieler beim HC Dukla Trenčín, für dessen Profimannschaft er in der Saison 1990/91 sein Debüt in der 1. Liga, der höchsten tschechoslowakischen Spielklasse, gab. In der folgenden Spielzeit gewann der Angreifer erstmals mit seinem Team die nationale Meisterschaft. In der Saison 1993/94 wurde er mit Dukla erster Meister in der neugegründeten slowakischen Extraliga. Im Anschluss an diesen Erfolg wechselte er zum HC Sparta Prag in die tschechische Extraliga, für den er die folgenden fünf Jahre auf dem Eis stand. Die Saison 1999/2000 begann er beim HC Slovan Bratislava in der Slowakei und beendete sie bei Jokerit Helsinki aus der finnischen SM-liiga, mit denen er Vizemeister hinter TPS Turku wurde.
Zur Saison 2000/01 wechselte Hlinka zum HC Karlovy Vary, ehe er die folgenden beiden Spielzeiten bei MODO Hockey in der schwedischen Elitserien verbrachte. Die Saison 2003/04 begann er beim HK Dynamo Moskau in der russischen Superliga. Im Laufe des Jahres wurde er vom HC Zlín verpflichtet, mit dem er Tschechischer Meister wurde. Die folgende Spielzeit verbrachte der Weltmeister von 2002 bei seinem Ex-Club HC Dukla Trenčín und dem MsHK Žilina. Daraufhin lief der Linksschütze drei Jahre lang für den HC Pardubice in der tschechischen Extraliga auf, wobei er die Saison 2007/08 bei seinem Ex-Club HC Sparta Prag beendete. Zur Saison 2008/09 verließ der Flügelspieler die Hauptstädter bereits wieder und unterschrieb beim Zweitligisten KLH Chomutov. Von 2009 bis 2011 lief er für den HC 05 Banská Bystrica in der slowakischen Extraliga auf. In der Saison 2011/12 spielte er für dessen Ligarivalen HK Poprad, ehe er im Februar 2012 zum HC 05 Banská Bystrica zurückkehrte. In der Saison 2013/14 lief er für den HK Trnava in der zweitklassigen 1. Liga auf, ehe er seine Karriere beendete. Zur folgenden Saison 2014/15 wurde er Assistenztrainer beim HC 05 Banská Bystrica.

### International
Für die Slowakei nahm Hlinka an den Weltmeisterschaften 2000, 2001, 2002 und 2003 sowie dem World Cup of Hockey 2004 teil.

## Tod
Miroslav Hlinka tötete sich in einem Hotelzimmer in Banská Bystrica selbst. Er wurde am 14. September 2014 tot aufgefunden. Hlinka wurde 42 Jahre alt und hinterließ einen Sohn und eine Tochter.

## Erfolge und Auszeichnungen

### National
- 1992 Tschechoslowakischer Meister mit dem HC Dukla Trenčín
- 1994 Slowakischer Meister mit dem HC Dukla Trenčín
- 2000 Finnischer Vizemeister mit Jokerit Helsinki
- 2004 Tschechischer Meister mit dem HC Zlín

### International
- 2000 Silbermedaille bei der Weltmeisterschaft
- 2002 Goldmedaille bei der Weltmeisterschaft
- 2003 Bronzemedaille bei der Weltmeisterschaft

## Elitserien-Statistik
(Stand: Ende der Saison 2010/11)